# 加雅克和鲁亚克
加雅克和鲁亚克（法語：Gageac-et-Rouillac，法語發音：[ɡaʒak e ʁujak]）是法国多尔多涅省的一个市镇，位于该省西南部，属于贝尔热拉克区。

## 地理
加雅克和鲁亚克（44°47'58"N, 0°20'41"E）面积13.99 平方千米，位于法国新阿基坦大区多爾多涅省，该省份为法国西南部内陆省份，是法國本土面积第三大的省，大致对应佩里戈尔地区，北起顺时针与夏朗德省、上维埃纳省、科雷兹省、洛特省、洛特-加龙省、吉倫特省和滨海夏朗德省接壤。
与加雅克和鲁亚克接壤的市镇（或旧市镇、城区）包括：拉蒙齐耶圣马尔坦、屈内日、加尔多讷、莫内斯捷、蓬波尔、索西尼亚克。

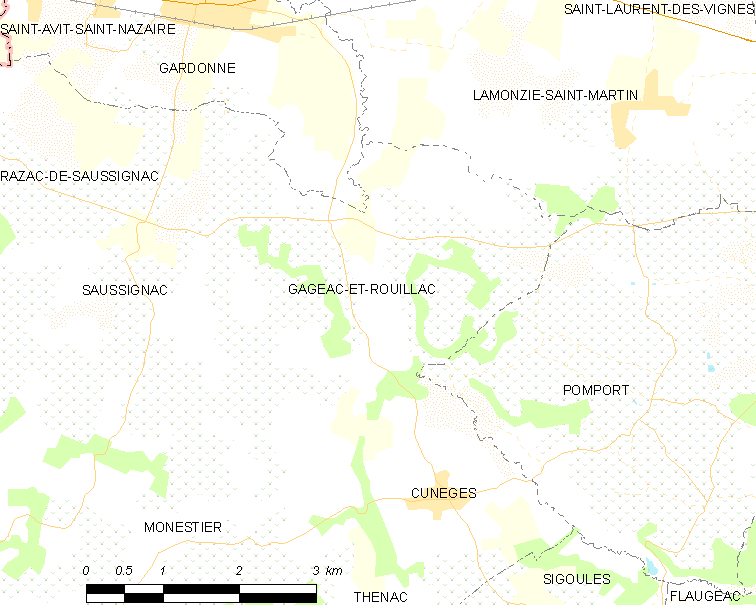
加雅克和鲁亚克的OSM定位图

加雅克和鲁亚克的时区为UTC+01:00、UTC+02:00（夏令时）。

## 行政
加雅克和鲁亚克的邮政编码为24240，INSEE市镇编码为24193。

## 政治
加雅克和鲁亚克所属的省级选区为南贝尔热拉库瓦县。

## 人口

1962-2008年间加雅克和鲁亚克人口变化图示

加雅克和鲁亚克于2022年1月1日时的人口数量为441人。